# Zaklada
 Ovo je glavno značenje pojma Zaklada. Za roman Isaaca Asimova pogledajte Zaklada (roman).
Zaklada je institucija čija je svrha točno određena od zakladnika posredstvom njegove imovine. U pravilu imovina zaklade ostaje stalna, dok se sredstva namijenjenoj svrsi koriste iz kamata i prihoda. Funkcija zaklade je poticaj za općekorisnu i dobrotvornu djelatnost (filantropija).
Zaklade imaju vlastita upravljačka tijela i distribuiraju financijska sredstva za obrazovne, kulturne, vjerske, poltičke, društvene ili druge općekorisne svrhe putem potpore udrugama, dobročinstvima, obrazovnim institucijama, pojedincima ili kroz vlastite programe.

## Tipovi zaklada
Zaklade kao neovisno osnovane neprofitne organizacije s vlastitim izvorom sredstava možemo podijeliti u nekoliko tipova. Prema tipološkoj podjeli Europski fondacijski centar (EFC) dijeli zaklade na četiri generalne kategorije: 
1. nezavisne zaklade
2. korporativne zaklade
3. vladine zaklade
4. zaklade lokalnih zajednica

Pri uspostavljanju tipologije EFC se vodio sa sljedeća tri kriterija: 
1. gdje je izvor financijskih sredstava zaklade,
2. tko donosi odluke,
3. kako zaklada raspolaže financijskim sredstvima.

## Zaklade u Hrvatskoj

### Pravni okvir
Zaklade u Hrvatskoj djeluju prema Zakonu o zakladama i fundacijama, koji je donio Hrvatski sabor 1995. godine. Zakon je izmijenjen 2001. godine regulirajući status podružnica stranih zaklada koje djeluju u Hrvatskoj.
Zakon definira zakladu kao imovinu namijenjenu da služi ostvarivanju neke općekorisne ili dobrotvorne svrhe. Dobrotvorna svrha se odnosi na potporu osobama kojima je potrebna pomoć. Općekorisna svrha se odnosi na unapređenje kulturne, prosvjetne, znanstvene, duhovne, ćudoredne, športske, zdravstvene, ekološke i bilo koje druge društvene djelatnosti, općenito.

### Povijest zakladništva i filantropija
U Hrvatskoj su kroz povijest postojale raznolike zakladne aktivnosti i tipovi zaklada.
Najraniji podaci o zakladama potječu iz 15. i 16. stoljeća kada su zaklade većinom bile
pod vodstvom crkve, usredotočene na podjelu stipendija.
Početkom 20. stoljeća u Hrvatskoj je bilo registrirano 220 zaklada. Najčešće su bile privatne stipendijske zaklade koje su pomagale važne obrazovne i kulturne programe u zemlji. Kriteriji za dodjelu stipendija su se većinom odnosili na obiteljski status, vezu s osnivačem, regiju ili grad iz koje je potencijalni kandidat potjecao i spol (dobitnici stipendija su većinom bili muškarci).
Također je određeni broj privatnih zaklada direktno pomagao škole, učitelje i učenike, te brinuo o hrani, odjeći, knjigama i lijekovima namijenjenima siromašnoj djeci.
Postojale su i humanitarne zaklade poput Jelačić zaklade i Zaklade Marije Terezije koje su brinule o siromašnima, siročadi i žrtvama rata. Bolnice koje su upravljale vlastitim zakladama, te određen broj zdravstvenih institucija bili su aktivni na području zdravstva.
U Zagrebu su građani osnovali zakladu namijenjenu unapređenju infrastrukture i
komunalnih resursa grada, tj. za održavanje groblja, uličnih svjetiljaka, javnih satova,
itd. Ostale zaklade su pomagale razvoj gospodarstva ili bile usmjerene na fondove iz
kojih su se isplaćivale mirovine za zaposlenike tvrtkama koje su osnivale te zaklade korporativne zaklade).
1930. godine je donesen Zakon o zadužbinama koji je pravno regulirao status zaklada. 
Međutim, 1945. godine rastući i raznoliki život zaklada je naglo zastao kada je komunistički režim vlast nacionalizirala, izvlastila ili zatvorila te organizacije.

## Procvat zakladništva u hrvatskoj državi
Zaklade se u sve većem broju osnivaju nakon završetka Domovinskog rata. Danas djeluju 102 registriranih zaklada i dvije fundacije. Prva zaklada osnovana u modernoj Hrvatskoj je Zaklada hrvatskog državnog zavjeta.

## Vanjske poveznice
- Zaklade.info  Arhivirana inačica izvorne stranice od 13. siječnja 2016. (Wayback Machine)